# Équipe d'Argentine XV de rugby à XV
Ne doit pas être confondu avec Équipe des Jaguars d'Amérique du Sud de rugby à XV, sélection sud-américaine sur invitation.
Ne doit pas être confondu avec les Jaguares, franchise argentine en Super Rugby.
Pour les articles homonymes, voir Jaguar (homonymie).
L'équipe d'Argentine XV de rugby à XV est l'équipe nationale réserve qui représente l'Argentine à la place de l'équipe principale dans les compétitions internationales mineures de rugby à XV.
Elle est connue jusqu'en 2014 en tant qu'Argentine A ou Jaguars d'Argentine.

## Histoire
Les Jaguars représentent l'Argentine lors du championnat d'Amérique du Sud de 2008 à 2013, qu'ils remportent à chaque reprise. Ils participent également à plusieurs occasions à la coupe des nations, sortant vainqueurs de l'édition 2006. Ils sont invités pour certaines éditions de la Churchill Cup. En 2014, ils ont remporté l'intégralité des éditions de l'Americas Rugby Championship, compétition depuis défunte. Ils intègrent dernièrement la Tbilissi Cup en 2014.

## Logo
En 2023, la Fédération argentine simplifie son logo afin de pouvoir mettre l'accent sur chacune de ses sélections nationales en leur dédiant pour chacune une identité visuelle spécifique.

Évolution du logo de l'équipe nationale
Logo instauré en 2023.

## Palmarès
- Championnat d'Amérique du Sud :

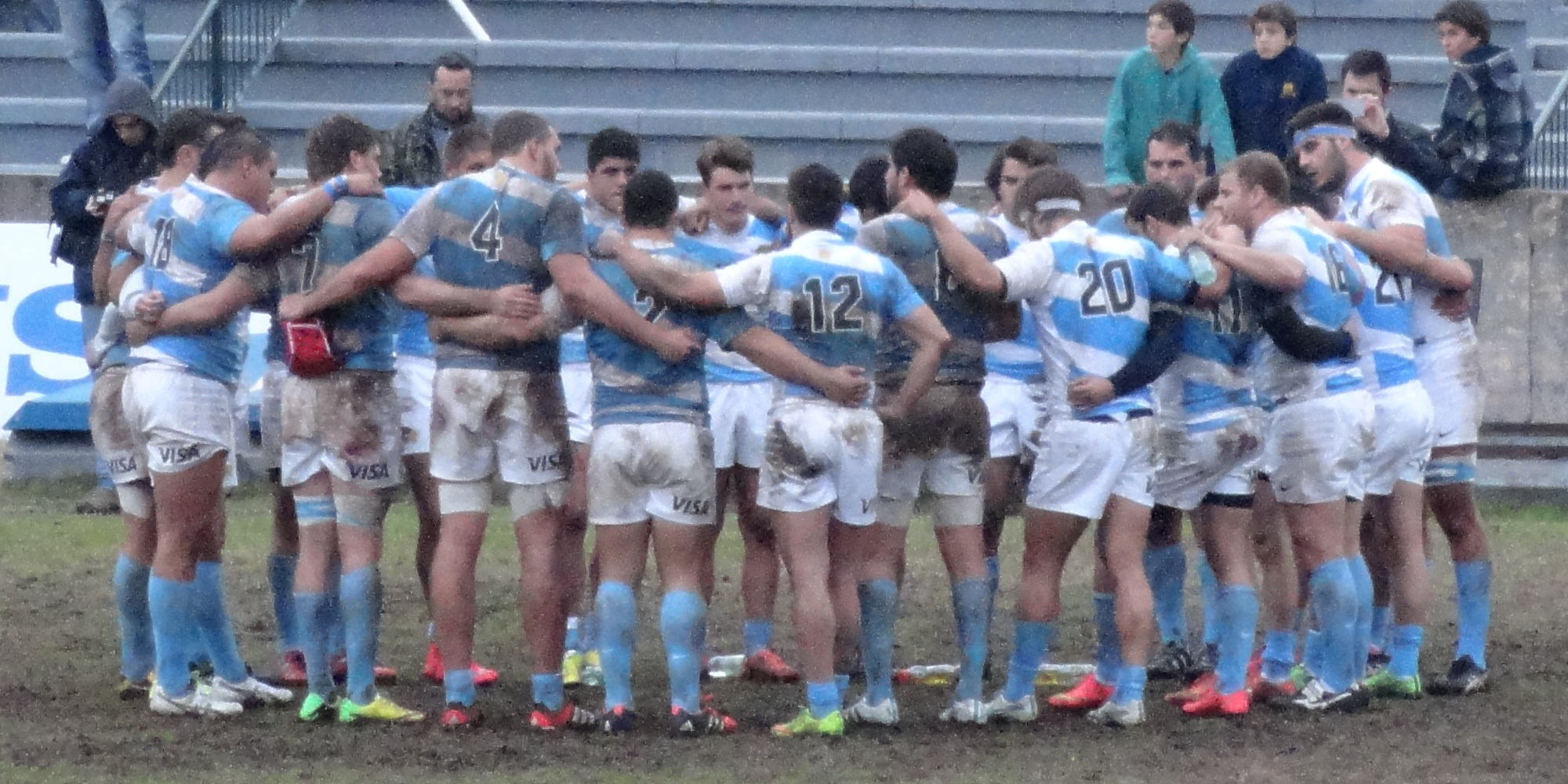
Rassemblement de l'équipe d'Argentine XV le 1er août 2015 pendant un match contre l'Uruguay.

  - Vainqueur : 2008, 2009, 2010, 2011, 2012, 2013.
- Coupe des nations :
  - Vainqueur : 2006.
- Americas Rugby Championship :
  - Vainqueur : 2009, 2010, 2012, 2013, 2014.

## Effectif 2016
,,
| Nom                       | Poste                      | Club                   | Union     |
| ------------------------- | -------------------------- | ---------------------- | --------- |
| Santiago Álvarez Fourcade | Centre                     | CASI                   | URBA      |
| Felipe Arregui            | Pilier                     | Duendes                | Rosario   |
| Rodrigo Báez              | Troisième ligne            | Jaguares               | UAR       |
| Cristian Bartoloni        | Pilier                     | Pucará                 | URBA      |
| Lautaro Bavaro            | Troisième ligne            | Hindú                  | URBA      |
| Lautaro Bazán Vélez       | Demi de mêlée              | Córdoba Athletic       | Cordobesa |
| Eduardo Bello             | Pilier                     | Atlético Rosario       | URBA      |
| Gonzalo Bertranou         | Demi de mêlée              | Los Tordos             | Cuyo      |
| Marcos Bollini            | Demi de mêlée              | Newman                 | URBA      |
| Facundo Bosch             | Talonneur                  | CUBA                   | URBA      |
| Franco Brarda             | Pilier                     | Tala                   | Cordobesa |
| Ignacio Calas             | Deuxième ligne             | La Tablada             | Cordobesa |
| Ignacio Calles            | Talonneur                  | Liceo Naval            | URBA      |
| Juan Cappiello            | Centre                     | Pucará                 | URBA      |
| Tomás Carrió              | Ailier                     | CURNE                  | Noreste   |
| Franco Cuaranta           | Ailier                     | Tala                   | Cordobesa |
| José Deheza               | Troisième ligne            | Jockey Club de Córdoba | Cordobesa |
| Rodrigo Etchart           | Ailier                     | SIC                    | URBA      |
| Bautista Ezcurra          | Demi d'ouverture           | Hindú                  | URBA      |
| Facundo Gigena            | Pilier                     | Tala                   | Cordobesa |
| Juan Cruz González        |                            | CUBA                   | URBA      |
| Santiago Iglesias         | Talonneur                  | Universitario          | Tucumán   |
| Marcos Kremer             | Deuxième / Troisième ligne | Atlético Rosario       | URBA      |
| Ignacio Larrague          | Deuxième ligne             | CASI                   | URBA      |
| Pedro Mercerat            | Arrière                    | La Plata               | URBA      |
| Domingo Miotti            | Demi d'ouverture           | Tucumán Lawn Tennis    | Tucumán   |
| Santiago Montagner        | Troisième ligne centre     | Alumni                 | URBA      |
| Ramiro Moyano             | Arrière                    | Jaguares               | UAR       |
| Axel Müller               | Ailier                     | Marista                | Cuyo      |
| Juan Novillo              | Demi d'ouverture           | Tucumán Rugby          | Tucumán   |
| Matías Orlando            | Ailier                     | Jaguares               | UAR       |
| Pedro Ortega              | Deuxième ligne             | Universitario          | Rosario   |
| Gonzalo Paulin            |                            | Tala                   | Cordobesa |
| Joaquín Paz               | Centre                     | Córdoba Athletic       | Cordobesa |
| Mauro Perotti             | Demi de mêlée              | Gimnasia y Tiro        | Salta     |
| Enrique Pieretto          | Pilier                     | Córdoba Athletic       | Cordobesa |
| Santiago Portillo         | Troisième ligne            | Los Tarcos             | Tucumán   |
| Roberto Tejerizo          | Pilier                     | Tucumán Lawn Tennis    | Tucumán   |
| Segundo Tuculet           | Arrière                    | Los Tilos              | URBA      |
| Miguel Urtubey            | Troisième ligne            | Newman                 | URBA      |
| Axel Zapata               | Talonneur                  | SITAS                  | URBA      |